# Rambah Hilir Timur
Rambah Hilir Timur is een bestuurslaag in het regentschap Rokan Hulu van de provincie Riau, Indonesië. Rambah Hilir Timur telt 1743 inwoners (volkstelling 2010).